# Villeneuve-sur-Yonne
Pour les articles homonymes, voir Villeneuve.
Villeneuve-sur-Yonne est une commune française située dans le département de l'Yonne, en région Bourgogne-Franche-Comté.
La commune est riveraine de la rivière Yonne, dans la basse vallée de celle-ci.

## Géographie

### Localisation
Villeneuve-sur-Yonne est situé vers le nord du département de l'Yonne, historiquement en rive droite de l'Yonne, sur la D606 entre Sens (14 km au nord) et Joigny (17 km au sud-est). Paris est à 123 km au nord-ouest, Troyes à 78 km au nord-est, Auxerre à 45 km au sud-est. Courtenay et l'échangeur du même nom entre les autoroutes A6 et A19, sont à 21 km au sud-ouest. Saint-Julien-du-Sault est à 7 km au sud.
Le centre historique de la ville se trouve en rive droite de l'Yonne, avec le faubourg Saint-Laurent en extension sur la rive gauche.

### Communes limitrophes
|  |

### Climat
Pour des articles plus généraux, voir Climat de la Bourgogne-Franche-Comté et Climat de l'Yonne.
En 2010, le climat de la commune est de type climat océanique dégradé des plaines du Centre et du Nord, selon une étude du Centre national de la recherche scientifique s'appuyant sur une série de données couvrant la période 1971-2000. En 2020, Météo-France publie une typologie des climats de la France métropolitaine dans laquelle la commune est exposée à un climat océanique altéré et est dans la région climatique  Nord-est du bassin Parisien, caractérisée par un ensoleillement médiocre, une pluviométrie moyenne régulièrement répartie au cours de l’année et un hiver froid (3 °C). 
Pour la période 1971-2000, la température annuelle moyenne est de 11,3 °C, avec une amplitude thermique annuelle de 15,9 °C. Le cumul annuel moyen de précipitations est de 720 mm, avec 11,7 jours de précipitations en janvier et 7,5 jours en juillet. Pour la période 1991-2020, la température moyenne annuelle observée sur la station météorologique de Météo-France la plus proche, « Sens », sur la commune de Sens à 13 km à vol d'oiseau, est de 11,9 °C et le cumul annuel moyen de précipitations est de 644,7 mm. 
La température maximale relevée sur cette station est de 42,4 °C, atteinte le 25 juillet 2019 ; la température minimale est de −22,6 °C, atteinte le 14 février 1956,,. 
Les paramètres climatiques de la commune ont été estimés pour le milieu du siècle (2041-2070) selon différents scénarios d'émission de gaz à effet de serre à partir des nouvelles projections climatiques de référence DRIAS-2020. Ils sont consultables sur un site dédié publié par Météo-France en novembre 2022.

## Urbanisme

### Typologie
Au 1er janvier 2024, Villeneuve-sur-Yonne est catégorisée bourg rural, selon la nouvelle grille communale de densité à sept niveaux définie par l'Insee en 2022.
Elle appartient à l'unité urbaine de Villeneuve-sur-Yonne, une unité urbaine monocommunale constituant une ville isolée,. Par ailleurs la commune fait partie de l'aire d'attraction de Sens, dont elle est une commune de la couronne,. Cette aire, qui regroupe 65 communes, est catégorisée dans les aires de 50 000 à moins de 200 000 habitants,.

### Occupation des sols
L'occupation des sols de la commune, telle qu'elle ressort de la base de données européenne d’occupation biophysique des sols Corine Land Cover (CLC), est marquée par l'importance des territoires agricoles (55,8 % en 2018), en diminution par rapport à 1990 (56,6 %). La répartition détaillée en 2018 est la suivante : 
terres arables (38,3 %), forêts (32,2 %), zones agricoles hétérogènes (16,5 %), zones urbanisées (5,4 %), milieux à végétation arbustive et/ou herbacée (2,4 %), eaux continentales (2,2 %), zones industrielles ou commerciales et réseaux de communication (1,4 %), prairies (1 %), espaces verts artificialisés, non agricoles (0,6 %). L'évolution de l’occupation des sols de la commune et de ses infrastructures peut être observée sur les différentes représentations cartographiques du territoire : la carte de Cassini (XVIIIe siècle), la carte d'état-major (1820-1866) et les cartes ou photos aériennes de l'IGN pour la période actuelle (1950 à aujourd'hui).

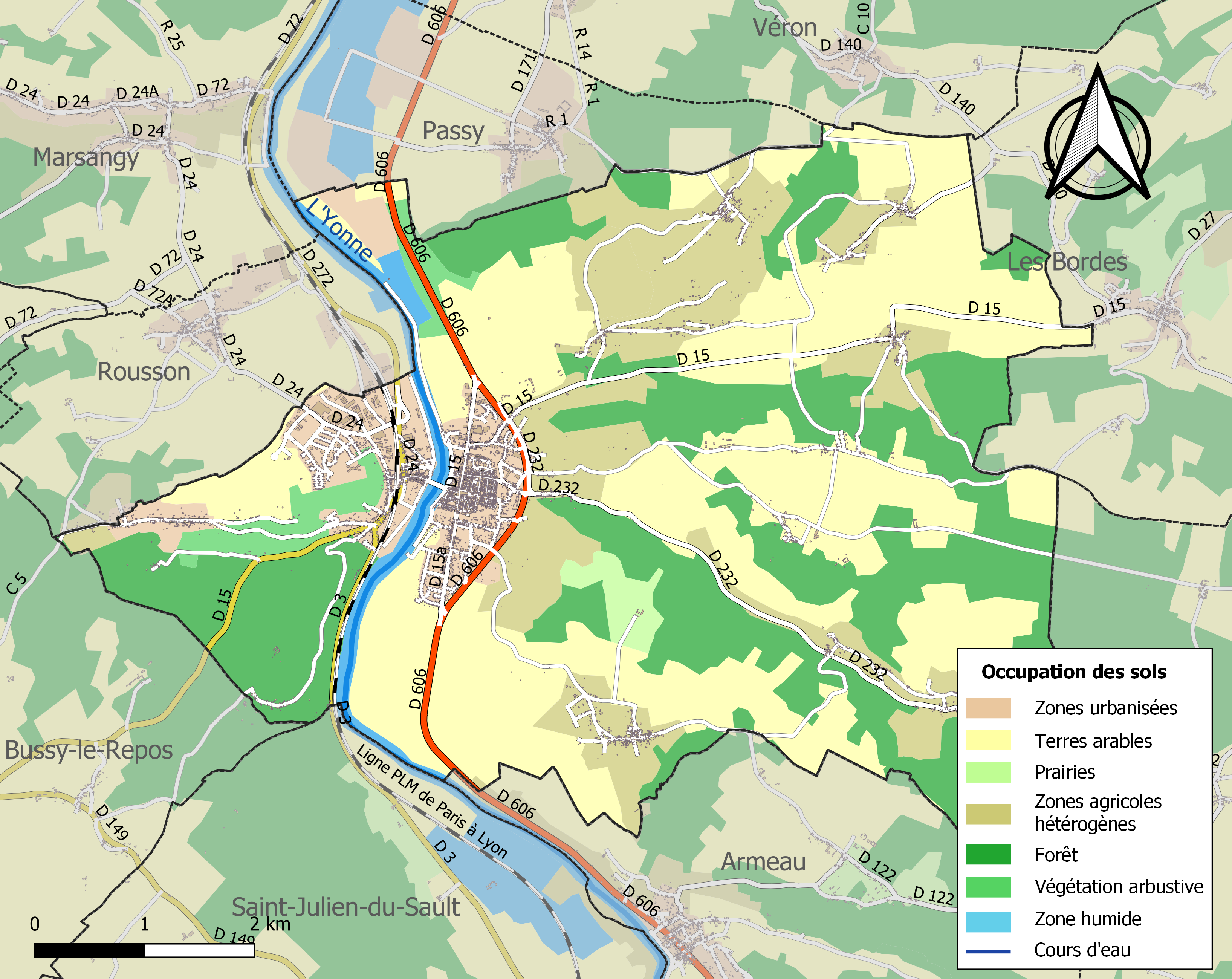
Carte des infrastructures et de l'occupation des sols de la commune en 2018 (CLC).

## Toponymie
Ses habitants sont appelés les Villeneuviens et les Villeneuviennes.
La charte de 1163 de Louis VII évoque Villeneuve et Villefranche (villafranca régis) et c'est Villefranche-le-Roi qui fut le premier nom de la cité jusqu'en 1175.
Lorsque de 1187 à 1204, Adèle de Champagne reçut la ville en douaire, celle-ci s'appela Villeneuve-la-Reine.

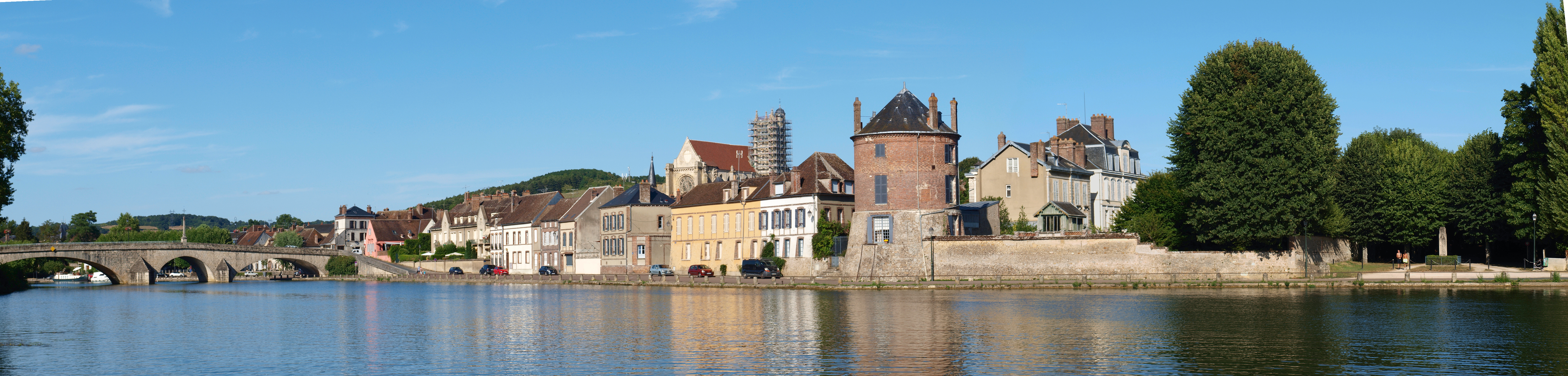
Villeneuve-sur-Yonne depuis la rivière de l'Yonne.

## Histoire

### Les débuts
La ville de Villeneuve-sur-Yonne, située dans la basse vallée de l'Yonne, fut habitée dès le Néolithique.
Un camp défensif gaulois (début du Ier siècle av. J.-C.) existait à proximité de Villeneuve (cf Château), qui fut pris par Jules César lors de sa campagne contre les Sénons. On y découvrit des monnaies gauloises et romaines, ainsi que des poteries. L'oppidum du « Camp du château », avec ses 120 ha, était ceint d'un rempart. Un sondage a livré des amphores et des potins qui semblent indiquer une occupation à l'époque La Tène (civilisation celtique du second âge du fer). Cet oppidum inspiré des organisations urbaines méditerranéennes surveille de vastes territoires. Son apparition correspond à une réorganisation complète des pôles d’exploitation agricole.
En 52 av. J.-C., un combat eut lieu au « Champ-Château » entre les Sénons (ou Sénones) (sous les ordres de leur chef Drappès et les légions romaines (envoyées par Jules César) commandées par Larenius et qui triomphèrent.
À Villeneuve, les découvertes attestent qu'un ensemble gallo-romain, appelé « Villa longa parce qu'il ne s'étendait que sur une seule rue le long de la plaine des Égriselles (un peu au-dessus de la ville actuelle), précéda la fondation de la Villa nova par le roi Louis VII en 1163. On trouva notamment en 1931, à l'angle de la rue Valprofonde et de la rue Carnot, 5 300 pièces de bronze. Dans la rue Carnot, on a également trouvé les fondations d'établissements artisanaux. Par ailleurs, la charte de l'abbaye Saint-Rémy de Sens de l'an 833 fait état d'un lieu près de Valprofonde qui se nommait Longpaut.
Sur la rive gauche de l'Yonne, une voie romaine allant de Sens (Agedincum) à Autun (Augustodunum et antérieurement Bibracte) passait par Villeneuve (villa longa). Sur la rive droite, une piste gauloise reliait Villeneuve à Joigny en passant par Armeau. Un pont de bois remplacé par un pont de pierres au XIIIe siècle franchissait l'Yonne.
Pendant près de quatre siècles ce fut une vie simple, mais constamment perturbée par d’autres groupes. Notamment, en 451 pendant les guerres barbares : les hordes d'Attila détruisirent Villeneuve et ses environs en déferlant de Troyes vers Orléans et lors de leur repli.

### Royaume de France
À l’arrivée au trône de France des Capétiens descendants du comte Eudes, défenseur de Paris contre les Normands, la région de Sens fut entraînée vers le domaine capétien alors que Joigny et Auxerre continuaient à dépendre du duc de Bourgogne. Cinq cents ans plus tard, Villeneuve continuait à dépendre du roi de France.

#### Fondation d'une ville neuve
La mort du comte de Blois, Thibaud le Grand, en 1152 permet un rapprochement entre Louis VII et Henri le Libéral, comte de ce qui prend désormais le nom de Champagne. Deux mariages cimentent les relations jusque-là désastreuses. En épousant Adélaïde de Champagne, Louis VII épouse la culture économique qui propulse la Champagne au cœur du négoce mondial (les foires de Champagne). Par une série d'accords mutuels, il lève les hypothèques politiques bloquant le développement économique du Sénonais. Un chemin nouveau, partant de Gien, passant par Courtenay, se dirige vers Troyes, la principale des villes de foire de la Champagne. Les marchands du Val de Loire retrouvent ainsi les Lombards montés d'Italie et les Flamands descendus de la Mer du Nord. Le roi construit un pont sur l'Yonne (premier monument connu de la ville neuve), provoquant l'abandon d'un bac utilisé un peu en amont à Rousson. Le succès est foudroyant, d'autant que Louis VII freine le parasitisme de la chevalerie propriétaire des rives. Louis VII accorde son nom et les coutumes de Lorris à la ville neuve. Les patronymes traduisent l'arrivée des nouveaux venus. En somme la ville doit son origine à un axe routier est-ouest et non à un axe fluvial nord-sud. Pour se procurer des terrains qu'il n'avait pas, Louis VII offre une rente sur ses moulins de Sens à des moines du voisinage contre leurs terrains proches de l'Yonne.
En 1163, un abbé de l’abbaye Saint-Marien d'Auxerre, Milon de Trainel, soucieux de protéger ses religieuses de l'ordre des Prémontrés de « Vaul Parfunde » (Valprofonde aujourd'hui, à Villeneuve) contre les incursions de toutes sortes, offrit au roi de France Louis VII de France dit Louis le Jeune des terres de l’abbaye de Villeneuve à la condition que le roi fît bâtir des fortifications. C’est à cette époque que Villeneuve, devenue bastion avancé de Sens, permit de protéger les limites du domaine royal face au comté de Champagne et perdit son appellation de « Villa longa » pour « villa franca » (ville franche du Roi) puis « Villa nova Régis » (Villeneuve-le-Roi). Pour qu'elle s'accroisse rapidement, le roi lui donne les privilèges de Lorris. C'est aussi cette année que les serfs de Villeneuve furent affranchis.

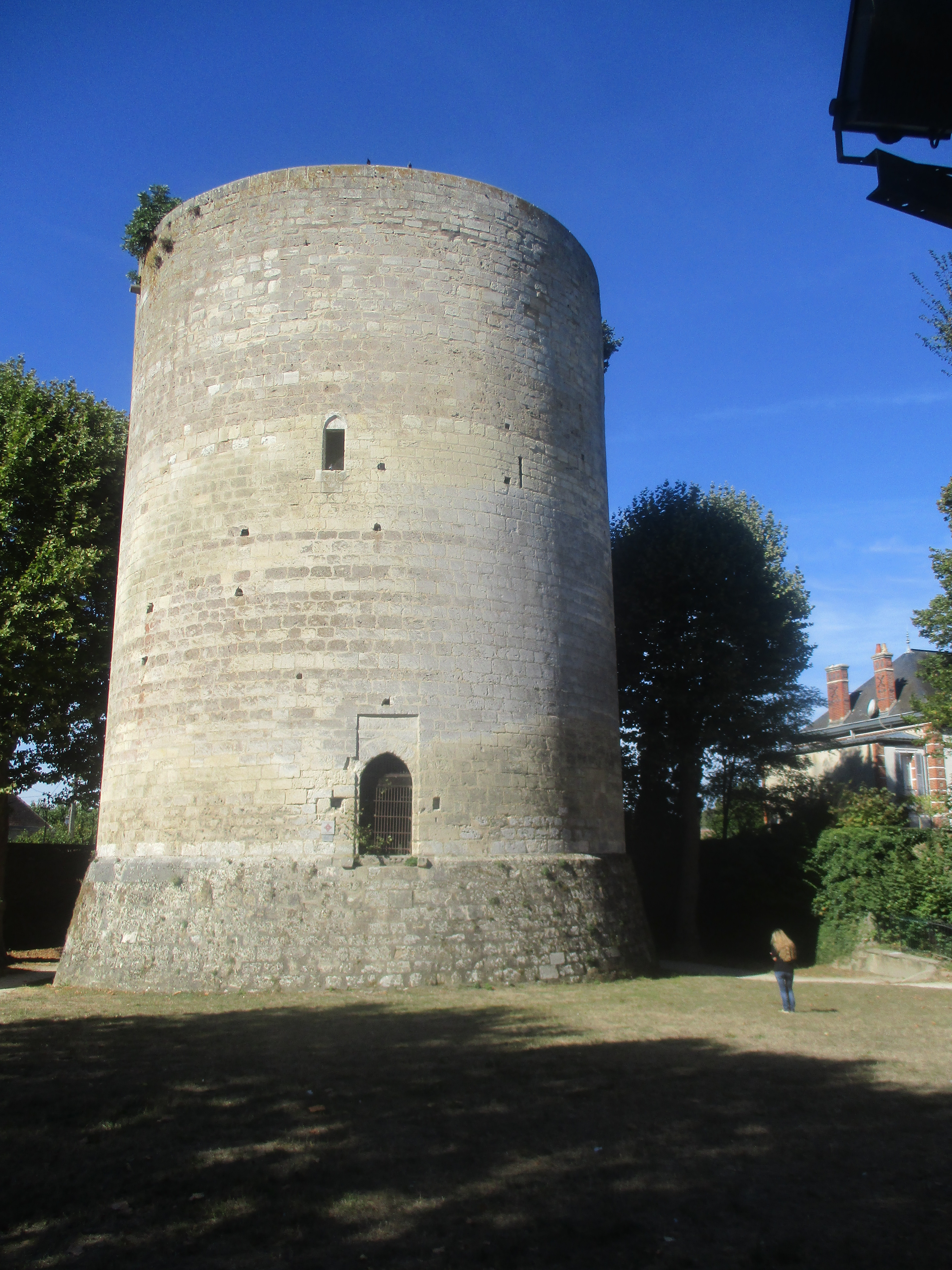
Grosse Tour, ou Tour de Philippe-Auguste.

Villeneuve est située au débouché d'un gué de l'Yonne commandant le pont. La ville qui s'édifie se construit à la romaine, sur un plan quadrillé rigoureux, à l’intérieur de remparts protecteurs et dominée par son église. Villeneuve fait partie des villes dotées d'un donjon royal « la Grosse Tour », attribut de la puissance et de la gloire de Philippe Auguste dans le droit fil de la tour du Louvre, qu'il édifie de 1205 à 1211 à l'angle de l'enceinte dressée par son père Louis VII.
Le succès de la nouvelle ville est fulgurant. Il provoque le déplacement de l'axe routier longeant le cours de l'Yonne. Depuis l'Antiquité, il passait sur la rive gauche de l'Yonne, activant Saint-Julien-du-Sault et Chalecy (avant-port de Sens situé à Gron). Il passe dès le règne de Saint Louis sur la rive droite et entre dans Sens par le quartier de Saint-Pregts jusque-là en sommeil. Les princes de ce monde abandonnent alors leur patrimoine de la rive gauche en moindre capacité économique. Il faut voir là la cause de l'échec d'une seconde ville neuve, sur la rive gauche, au débouché du pont, face à la ville royale : la ville neuve de l'archevêque de Sens dénommée Villefolle. Ce quartier, groupé autour de la collégiale de Saint-Laurent, restera le faubourg fluvial de la ville royale.[réf. nécessaire]

#### Mise en place de la prévôté royale

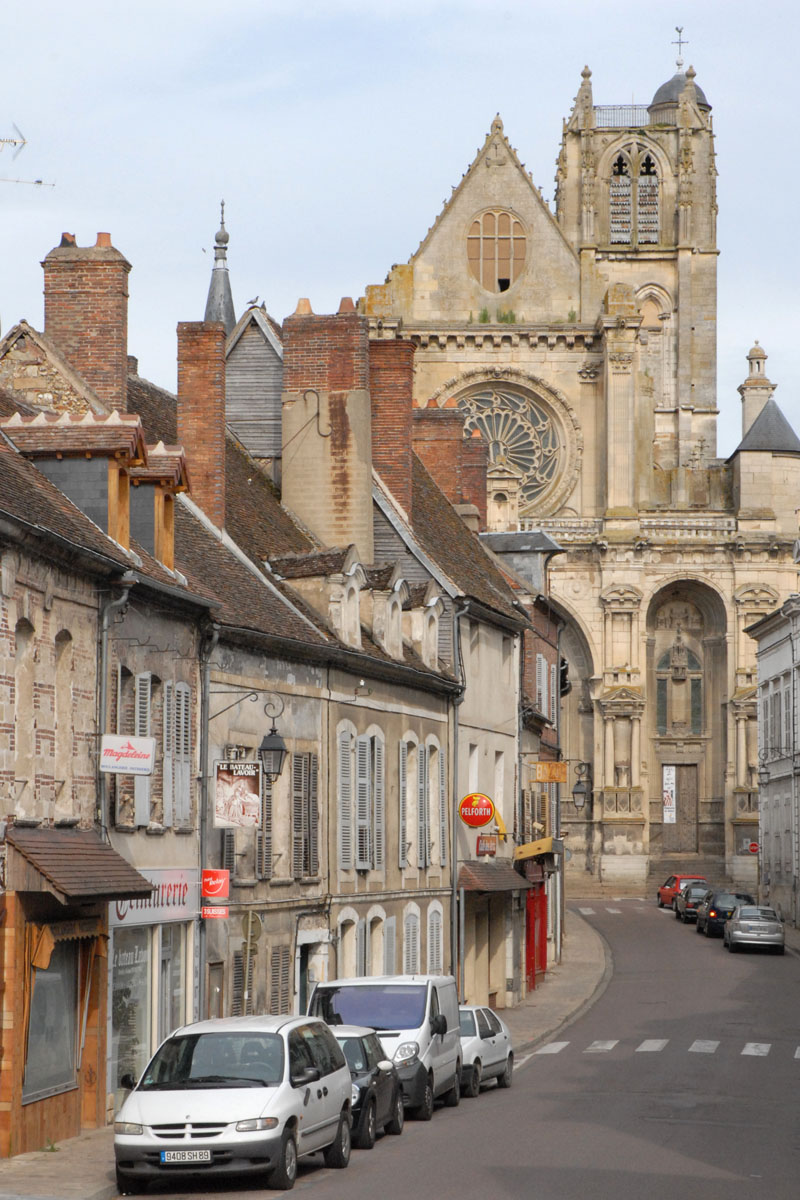
Vue de l'église, monument principal de la ville, depuis le pont Saint-Nicolas.

Au cours du XIIIe siècle, la ville accueille un prévôt royal. Il coordonne l'activité des sergents royaux (sorte d'huissiers) qu'il lance sur les terres en amont : comté d'Auxerre, seigneurie de Donzy, comté de Tonnerre, Vézelay. Le prévôt, aux ordres du bailli royal de Sens, fait progresser à vive allure l'autorité royale sur les terres des vassaux de la Couronne, eux-mêmes disposant d'administrations archaïques. À la fin du XIIIe siècle, le tabellionage complète les services offerts par la prévôté royale. Il permet à des sujets étrangers à la Couronne de rédiger des actes dont la force probante est égale à celle de l'autorité reconnue aux administrations royales. La perception du droit du sceau gonfle les recettes de la prévôté.
Au même moment, la Couronne institue une châtellenie basée à Villeneuve-le-Roi, regroupant les hommages féodaux de plusieurs fiefs, en particulier ceux dont la suzeraineté a été nouvellement acquise en amont.
Dès la destruction de l'ordre du Temple en 1307 par Philippe le Bel et l'arrestation des templiers, ces derniers furent emprisonnés dans les prisons royales dont celle de Villeneuve-le-Roi.
Jean Menier, châtelain de Villeneuve-le-Roi, a géré les biens confisqués aux templiers dans toute la région.
C'est à côté de la grosse tour, et à l'intérieur de l'enceinte, que fut bâti le château royal des Salles). Philippe Auguste en fait une des huit résidences royales et y tient Parlement en 1204. Saint Louis y réside avant de partir pour la huitième croisade pendant laquelle il meurt à Tunis.
Ces « salles » peuvent avoir été des bâtiments de bois. Elles ont été très rarement fréquentées par les souverains. À partir de la commise des domaines continentaux du roi d'Angleterre, Jean Sans Terre (donc la seconde moitié du règne de Philippe Auguste), les visites sont rarissimes. Les lieux n'en sont pas moins desservis par une chapelle royale dotée d'un chapelain.
En 1421, les Anglais d’Henri V, qui n’avaient pu se rendre maîtres de Melun et de Montereau, réussirent à prendre Villeneuve et y logèrent une garnison, chassée en 1430. Durant ces neuf années, les habitants de la région subirent les réquisitions, les pillages et les exactions des occupants.
Après la reddition de Troyes et celle de Sens, la ville est reprise par Arnault Guilhem de Barbazan, un des plus grands capitaines au service de Charles VII, libérateur du Sénonais et du Troyen. Une garnison est maintenue car le duc de Bourgogne n'a pas encore signé le traité d'Arras de 1435. Parmi les capitaines de Villeneuve-le-Roi de la fin du XVe siècle, il convient de citer Guillaume Juvenel des Ursins, seigneur de Trainel (et de Thorigny du chef de son épouse) qui deviendra chancelier du royaume pour Charles VII et Louis XI.

#### Au cœur de l'entrevue de Péronne, et la chute administrative

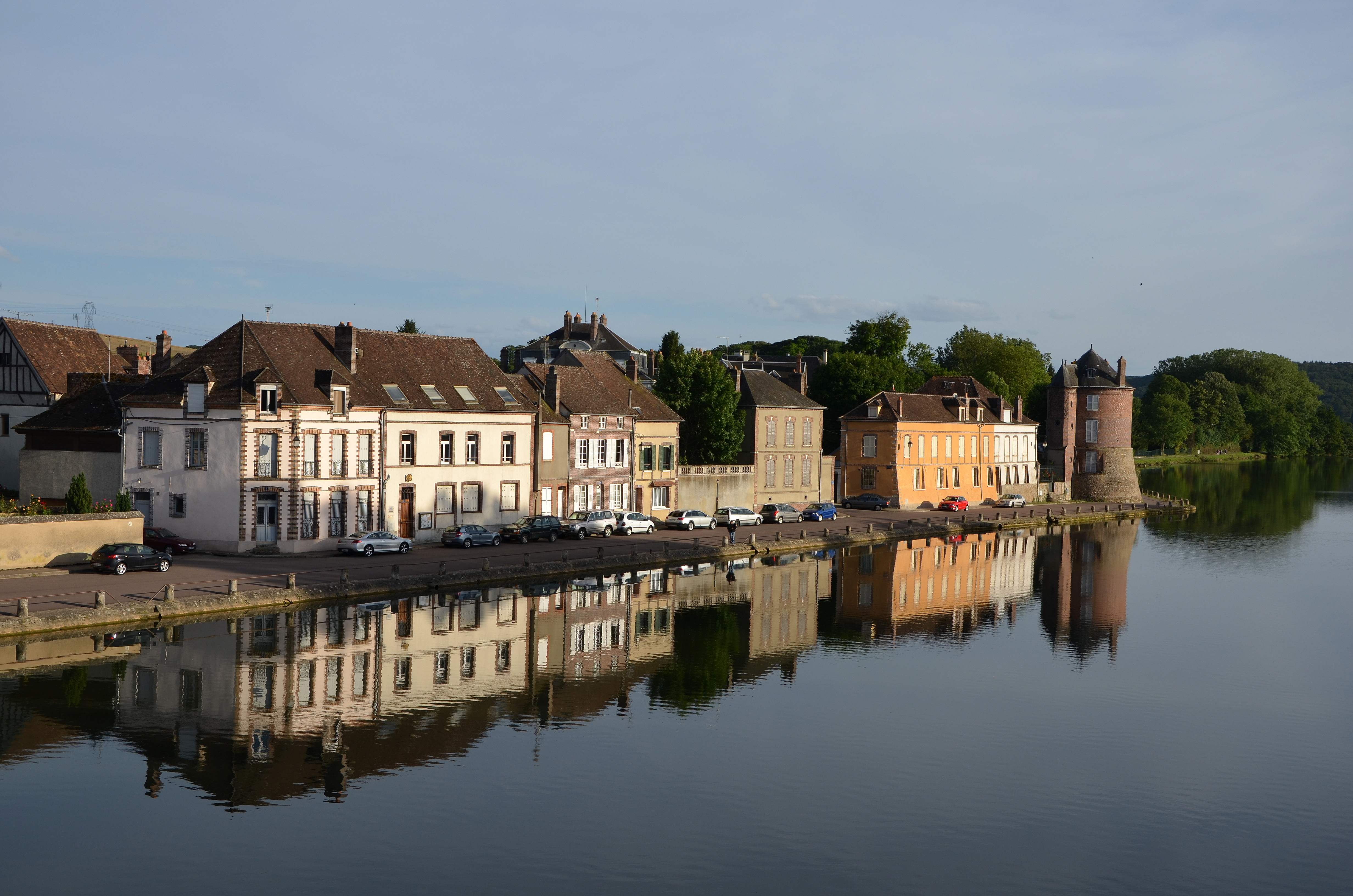
Vue des bords de l'Yonne avec la tour Bonneville.

Charles VII et Louis XI n'ont de cesse d'étrangler l'Auxerrois bourguignon (le duc de Bourgogne est comte d'Auxerre de 1435 à 1477) : militairement lors des phases de rupture ; judiciairement lors des phases de paix. La prévôté royale de Villeneuve-le-Roi joue un rôle essentiel dans ce dispositif de harcèlement. Lorsque imprudemment, Louis XI se constitue prisonnier à Péronne en 1468, le duc de Bourgogne exige pour le laisser sortir une série de reculades, dont plusieurs concernent directement l'activité juridictionnelle de la prévôté (immatriculation de bourgeoisie, etc.). Une fois tiré de ce mauvais pas, Louis XI réactive toutes les pratiques de son prévôt.
En 1477, le duc de Bourgogne Charles le Téméraire meurt devant Nancy. Pour arracher le ralliement à sa cause des Auxerrois, Louis XI leur promet de hisser leur bailliage à un niveau jamais atteint par le passé, en insérant dans son ressort tous les villages plus proches de la cité d'Auxerre que de la prévôté de Villeneuve-le-Roi. Bien entendu, le bailliage de Sens vole au secours de sa prévôté, avec le concours inespéré des justiciables de l'Auxerrois qui refusent l'amateurisme des juges du bailliage d'Auxerre.
La décision de Louis XI attendra un demi-siècle pour être appliquée sous François Ier. Une véritable expédition judiciaire solennelle, orchestrée par le Parlement de Paris, viendra à bout par intimidation de la résistance des populations de l'Auxerrois, des habitants et du personnel de la prévôté de Villeneuve-le-Roi et du bailliage de Sens. Dès lors, la prévôté administre son voisinage et le comté de Tonnerre, avec l'assentiment du bailliage de Sens.

#### Nouvelles difficultés et petites perspectives
Pour acheter le ralliement des Auxerrois et leur abandon de la cause de Marie de Bourgogne, Louis XI promet de les doter d'une institution judiciaire renouvelée. Le bailliage d'Auxerre se verra rattacher tous les villages les plus proches de la cité épiscopale que de la prévôté de Villeneuve-le-Roi. Pendant une cinquantaine d'années (1477-1523), les populations de l'Auxerrois refuseront de payer ce prix du rattachement du comté à la Couronne. L'amateurisme des magistrats d'Auxerre était de notoriété publique. Il faudra une véritable expédition judiciaire organisée par le parlement de Paris en 1523 pour intimider ces populations, les habitants et les membres de la prévôté de Villeneuve-le-Roi, et le bailliage de Sens. La bourgeoisie d'Auxerre pouvait remercier son ancien évêque Jean Baillet, issu du milieu parlementaire parisien, et le roi François Ier, avide d'argent.
Dès lors, la prévôté ne régente que les villages les plus proches de Villeneuve-le-Roi et le comté de Tonnerre, en plein accord avec le bailliage de Sens. La ville est dans l'orbite économique et judiciaire de Sens. On remarque la poursuite d'activité de tannerie connue depuis la guerre de Cent Ans ; le poids du vignoble. Villeneuve suivra le choix de Sens de s'opposer radicalement aux huguenots, puis aux louvoiements de la politique de Catherine de Médicis. La ville sera prise par les partisans royaux à la fin du conflit, de nuit, ce qui vaudra le surnom de « hiboux » aux habitants. La ville est alors rançonnée.
Lors des guerres de religion, Villeneuve est pillée, incendiée et prise par les huguenots de Champlost et de Tonnerre, tandis que les garnisons de Saint-Julien-du-Sault et de Dixmont restent fidèles au roi Henri III. L'apaisement revient à Villeneuve, réduite à deux cents foyers, avec l'avènement du roi Henri IV.

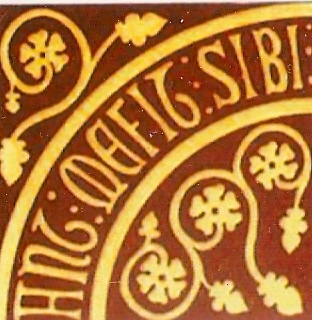
Carrelage en grès émaillé à l'église.

Au XIVe siècle, il y avait des tuileries dont la qualité de l'argile était tellement réputée qu'elles fournissaient des matériaux pour Villeneuve, mais aussi pour Paris. En 1836, lorsqu'on creusa les fondations du presbytère on trouva à 5 mètres de profondeur un carreau du XIVe siècle qui portait le nom du potier (Antonies) qui l'avait fait pour lui-même. On trouva un autre carreau qui provenait du couvent Saint-Joseph de Valpronfonde. Ce couvent fondé dans la maison d'un bourgeois par l'archevêque de Sens Octave de Saint-Lary de Bellegarde en 1643 a disparu avant la Révolution pour cause de jansénisme. La première supérieure fut Marie de Belleciel et la dernière Madame du Fourny. Elles  disposaient d'une chambre dont le carrelage émaillé était semblable à celui qui fut retrouvé.

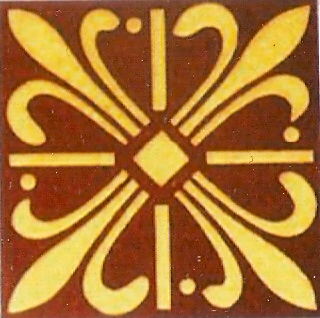
Carreau du couvent Saint-Joseph.

En 1840, on comptait neuf tuileries à Villeneuve dont la tuilerie du faubourg Saint-Savinien qui la première est passée du chauffage des fours au bois à la houille ou la tuilerie  de la Haute-Épine réputée pour la pureté de son argile. Après la guerre de 1914-1918, le mode de construction ayant évolué, les tuileries ont peu à peu disparu.

#### Les Bourbons
Au début du XVIIe siècle, Villeneuve-le-Roi est gratifiée par l'élection (administration fiscale) d'un siège particulier pour un élu, un greffier et un procureur du roi. Sous prétexte de se rapprocher des sujets fiscaux, on multipliait des détenteurs d'offices. L'expérience fut arrêtée sous Louis XIV.
La prévôté avait été réformée au cours du XVIe siècle. Le prévôt incarnait la résistance à la dégradation judiciaire de la prévôté : il est supprimé. La prévôté est attachée au bailliage de Sens qui contourne la difficulté pour les justiciables locaux en instituant un siège particulier du bailliage de Sens à Villeneuve-le-Roi, doté... des mêmes officiers que par le passé.
Au XVIe siècle Villeneuve s'enrichit et se développe, comme en témoigne la nouvelle façade de l'église Notre-Dame par l'architecte jovinien Jean Chéreau, ainsi que ses nouveaux vitraux. On peut admirer le dessin original au musée. La ville devient un centre commercial et artisanal actif avec l'exploitation et le travail du bois, les tanneries (du tan, chêne broyé de la Forêt d'Othe), le commerce du vin, les tuileries. Sur la rivière, les coches d'eau circulent le long du chemin de halage.

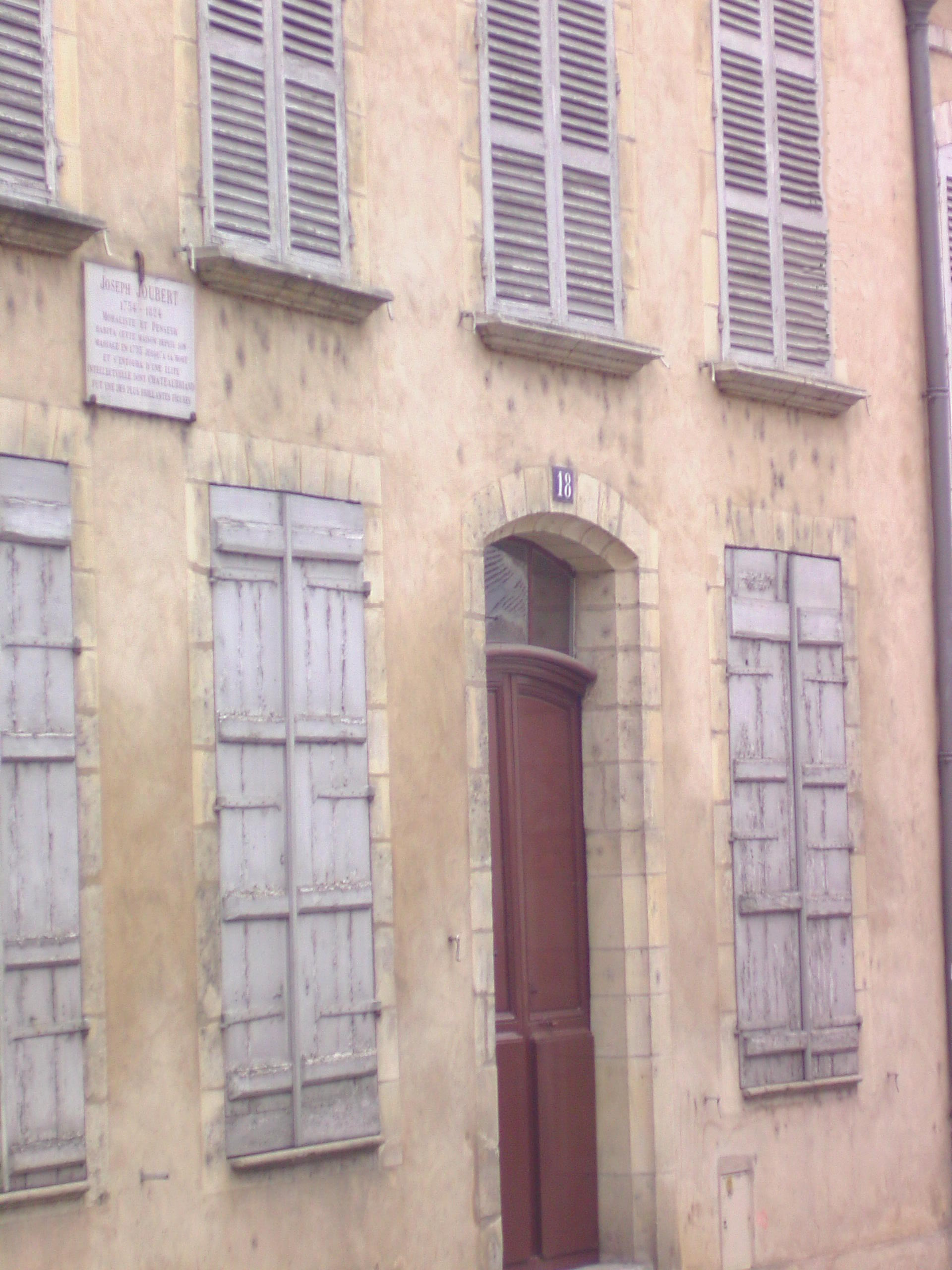
Maison de Joseph Joubert.

Au cours du XVIIIe siècle, la bourgeoisie villeneuvienne, aiguillonnée par les affairistes parisiens, découvre enfin le potentiel de sa rivière. L'approvisionnement en bois est un des sujets principaux qui agitent les ministères parisiens. Il faut du combustible abondant et pas cher. Les plein-pouvoirs sont donnés à diverses autorités pour atteindre cet objectif en brisant la résistance provinciale. Des moulins à eau sont détruits pour assurer le flottage sur les rivières, des bateaux sont réquisitionnés à certains moments. Paris vaut déjà tous les sacrifices. Des marchands de bois pour la provision de Paris prennent place en ville. Même issus de la bourgeoisie locale, ils ne sont que les agents locaux de « trusts » parisiens. La tannerie prend un essor nouveau (le tan est tiré de l'écorce de chêne de la forêt d'Othe). Les métiers de la batellerie (mariniers, charpentiers de bateaux) recrutent des dizaines de nouveaux membres. Toute la ville prend un nouveau visage, opulent et industrieux. Villefolle (le faubourg Saint-Laurent) devient un grand faubourg fluvial. La ville profite peu de la route de poste : les diligences ne font que relayer et ne mobilisent qu'une poignée de postillons. Le transport de passagers par voie d'eau (le coche) est piloté depuis Auxerre et le bureau principal se situe à Sens.
Par contre, la ville vit le traumatisme du combat de l'État contre le jansénisme, avec notamment la mort programmée des bénédictines de la ville, si estimées par la population. Les futurs députés de Villeneuve-le-Roi, Menu de Chomorceau et Martineau (père de la Constitution civile du clergé), en tireront des enseignements pour la mise en œuvre de la politique anti-chrétienne de la Révolution. Opulente et industrieuse, la bourgeoisie locale aura des exigences.
Vers le milieu du XVIIIe siècle, la réorganisation par le ministre Trudaine de l’ensemble du réseau routier de la France fit passer sur la rive droite de l’Yonne la grand-route qui, depuis lors, relie Sens à Auxerre et Avallon. Sur la carte de Cassini, qui date de cette époque, la route qui allait sur la rive gauche de Joigny à Sens a disparu complètement. Seule une route subsiste, qui depuis lors a été désignée sous le nom de nationale no 6.
Sur l’Yonne, des transports fluviaux par « coches d’eau » (coches) ont été organisés. Un port fluvial a été créé à Auxerre avec un relais coche à Villeneuve exploité par la corporation des Nautes. Vers 1780, la rivière, que l’on a successivement appelée à partir du IIe siècle, "Iconi", "Icauna", "Imgana", "Icaunis", "Yona", "Yone" puis Yonne, fut draguée pour favoriser le passage des péniches plus importantes avec traction par mulets ou par chevaux sur un chemin de halage bordant la rivière.

### La Révolution
La Révolution française marque le changement en 1792 de « le-Roi » en « sur-Yonne ». Grâce à la protection de son représentant à Paris, les troubles sont essentiellement symboliques, le plus marquant étant l'emprisonnement de ses notables dans la « Maison aux Cent fenêtres », qui devient la mairie en 1975.

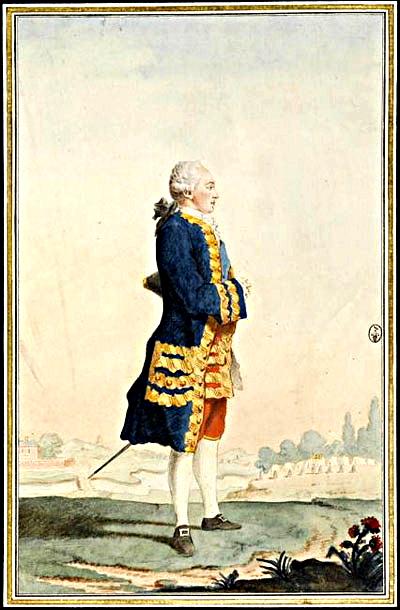
Le prince François-Xavier de Saxe, dernier seigneur de Villeneuve-sur-Yonne, et sa propriété du château de Chaumot, 1772.

Xavier de Saxe, prince royal de Pologne et de Lituanie et oncle maternel de Louis XVI, Louis XVIII et Charles X, est le dernier seigneur engagiste de la ville, un seigneur libéral, protecteur de Villeneuve de 1772 à 1792, seigneur de Chaumot près de la ville. Le prince Xavier obtint d’ailleurs de son royal neveu l'exclusivité de la chasse et de la justice, ce qui lui coûtera son château de Chaumot le 7 septembre 1792, lorsque les Villeneuviens, avant d'aller assiéger le château de Palteau, le prirent d'assaut sous les ordres des bandes noires, malgré les nombreux gardes nationaux qui tentèrent en vain d'en préserver les toitures et la machine hydraulique, manquant même d'incendier le vaste monument pourtant inhabité depuis 1775.
Mais en 1792 deux commissaires, Claude Fauchet (1744-1793) et Mallard sont envoyés par la Convention dans le département de l'Yonne pour rétablir l'ordre car, selon Fauchet, des émissaires de la Commune de Paris sèment la terreur à Villeneuve mais aussi à Sens, Joigny et Auxerre. À Villeneuve, le juge de paix est destitué, les plombs des toitures arrachés, et les châteaux sont donc pillés. En 1793, Lombard, le président local du Club des Jacobins, est destitué et Nicolas Maure qui est passé à Sens installer la guillotine vient à Villeneuve et convoque Lombard, mais Thermidor arrive et Lombard sauve sa tête, alors que Maure, impliqué plus tard dans l'insurrection de prairial an III, se fera sauter la cervelle en laissant un mot : « Je ne suis pas un méchant homme, je n'ai été qu'égaré » ; en fait, à Villeneuve, Lombard et Maure s'enivraient de paroles très révolutionnaires, mais étaient bien plus modérés dans les faits.
Le philosophe Joubert, fuyant la Révolution, vient se réfugier chez un parent à Villeneuve. Il y fait la connaissance d'Adeline Moreau, qu'il épouse en juin 1793. Il cherche « une cabane au pied d'un arbre » et trouve « une maison de curé au pied d'un pont » au 18 de la rue du Pont (actuellement rue Joubert), où il reçoit de nombreux amis dont Fontanes, Chateaubriand, venu lors du sacre de Napoléon à Paris puis à plusieurs reprises. Il recueille également Madame de Beaumont qui avait échappé à l'échafaud, et qu'il présente à Chateaubriand.

### Après la Révolution
Entre 1810 et 1815, la région fut une nouvelle fois troublée par les troupes de passage (tant napoléoniennes que prussiennes ou cosaques) à qui elles devaient fournir des vivres et des fournitures.
La route fut élargie et prit le nom de route impériale pour devenir de nos jours route nationale puis départementale dans le cadre de la décentralisation des compétences de voirie.
Le 8 mars 1814, lors de la Sixième Coalition contre la France de Napoléon, une colonne de 8 000 cosaques et hussards hongrois venant de Joigny stationna à Villeneuve.
Le 19 mars 1815, à son retour de l'île d'Elbe, l'empereur Napoléon suivi de sa garde passe à Villeneuve aux cris de « vive l'empereur », alors que le conseil municipal avait juré fidélité au roi le 12 mars. En tête roulait la voiture du général Drouot et immédiatement la calèche de l’empereur, ornée de fleurs et de rubans tricolores. Deux colonels galopaient à hauteur des portières. Deux cents cavaliers seulement constituaient l’escorte.
Le 9 décembre 1855, les Villeneuviens virent encore passer avec enthousiasme le 2e régiment de voltigeurs de la Garde impériale qui revenait de la guerre de Crimée.

### Guerre de 1870
Lors de la guerre de 1870, l’invasion prussienne, sous les ordres du major Lehmann, déferla sur la région.
Le vendredi 18 novembre 1870, une troupe allemande forte de six cents hommes et six canons vint occuper Villeneuve. Des francs tireurs de la garde nationale sédentaire de l'Yonne se placent sur le plateau de Chaumes et tuent trois Prussiens avant de s'enfuir. Le lieutenant E.B.Veillot, pris les armes à la main, fut fusillé.
Les Prussiens pointent quatre canons sur Villeneuve et exigent 40 000 francs de rançon. Les habitants de Villeneuve ne purent verser que 10 000 francs et obtinrent jusqu'au jeudi pour verser le restant. Les officiers prussiens dînaient à l’hôtel du Dauphin lorsqu'on vint leur annoncer que quatre gardes nationaux (qui en fait regagnaient leur domicile) avaient été arrêtés. L'officier supérieur répondit « qu'on les fusille », ce qui se fit immédiatement devant une maison de Villeneuve. Une stèle, située dans le faubourg Saint-Nicolas, porte le souvenir des otages fusillés.
Contraire au droit de la guerre (les gardes nationaux portaient au moins des éléments d'uniformes), cette exécution est sans doute une réplique à la capture, le 14 novembre 1870, d'un fourgon postal transportant des correspondances militaires, du courrier, divers objets (bagues, ceintures, uniformes, mitaines, cigares, etc) et pour 19 592,35 francs de diverses monnaies.

### Époque moderne
Dans l'entre-deux-guerres mondiales, Villeneuve se donne pour maire le sinistre docteur Petiot (1926-1931 : révoqué), catalogué radical-socialiste, qui sera également conseiller général du canton (1928-1934). S'il fait évoluer la ville, il marque néanmoins les esprits par un certain nombre de malversations qui entraînent sa révocation et son départ pour Paris, vers un destin qu'il rendra tragique. Il laisse un souvenir mitigé aux habitants partagés entre leur admiration d'un docteur soi-disant dévoué aux pauvres , mais profitant des prestations qui leur faisait obtenir ,et des rumeurs sur la disparition de sa bonne et d'une gérante de laiterie, dans un incendie criminel.
La Résistance est importante à Villeneuve en raison de la proximité des maquis de la forêt d'Othe. L'écrivain résistant espagnol Jorge Semprun est arrêté par la police allemande près de Joigny, avec des papiers au nom de Gérard Sorel, jardinier à Villeneuve-sur-Yonne. La bibliothèque municipale de la ville porte son nom.
Depuis les années 1960, Villeneuve-sur-Yonne fait preuve d'un dynamisme qui l'a transformée en une petite ville accueillante et ouverte, avec des résidences secondaires dans les alentours.
Villeneuve-sur-Yonne a fait par deux fois l’objet de la chronique judiciaire :
- La ville était administrée avant guerre par un des plus grands criminels de l'histoire de France, le tristement célèbre docteur Marcel Petiot (1897-1946), guillotiné en 1946 après avoir été reconnu coupable de 27 assassinats, alors qu'il en revendiqua 63 au cours de son procès.

En 1924, les habitants de Villeneuve voient s'installer un jeune médecin originaire de Joigny qui plaît beaucoup par son dynamisme. Il avait abandonné ses études de médecine pour s'engager durant la première guerre mondiale en 1916, puis les avait reprises sous une forme accélérée réservée aux Anciens combattants, jusqu'à son doctorat en médecine en 1921. Il devient maire en 1927 et conseiller général de l'Yonne en 1928, année où il se marie. Franc-maçon, il détruit de nuit clandestinement la croix du cimetière. Il vole de l'essence dans le parc des véhicules municipaux. En, 1932 condamné pour vol d'électricité après avoir trafiqué son compteur, il perd ses soutiens d'Auxerre et est déchu de ses fonctions de maire. Il abandonne son cabinet villeneuvien et s'installe à Paris. À l'époque, on s'interrogea sur la disparition de sa servante Louise en 1927, du détournement des prestations de patients qu'il inscrivait à l'aide médicale, ou de la disparition en 1930, dans un incendie criminel, de la gérante de la coopérative laitière que la rumeur publique donnait pour sa maîtresse. À Paris, il poursuit ses activités médicales. Pendant, l'Occupation, il se met à voler et assassiner de façon sadique un nombre important de personnes juives tentant de fuir les persécutions. L'emballement accidentel de sa cheminée jette l'alarme dans le voisinage, inquiet des odeurs de viande carbonisée. Arrêté, il nie et se prétend résistant. À l'instar d'un Landru, Petiot est l'archétype de l'assassin en série. Condamné à mort par la guillotine, il est exécuté le 25 mai 1946 à Paris.
- C’est à Château (hameau dépendant de la commune) que se trouvait le domicile des parents de Jean-Pierre Treiber, où ce dernier demeurait. C'est dans son jardin[48] qu'ont ont été extraits les corps de Géraldine Giraud et de Katia Lherbier.

### Liste des maires

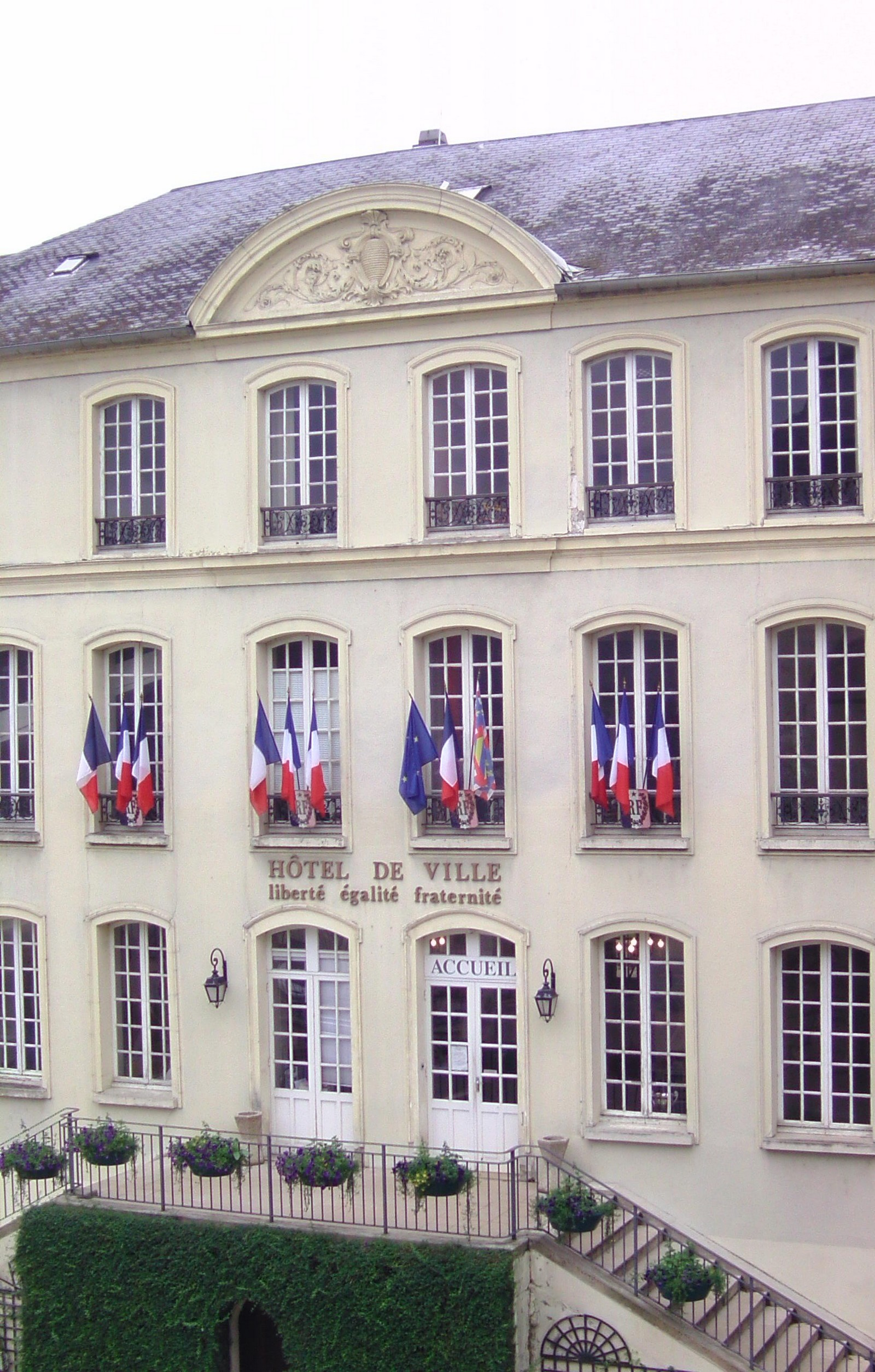
Façade de la mairie.

## Politique et administration

### Jumelages
- Braubach (Allemagne)
- Horní Bříza (Tchéquie)
- Collingham (Grande-Bretagne)
- Klenovec (Slovaquie)

## Population et société

### Démographie
L'évolution du nombre d'habitants est connue à travers les recensements de la population effectués dans la commune depuis 1793. Pour les communes de moins de 10 000 habitants, une enquête de recensement portant sur toute la population est réalisée tous les cinq ans, les populations de référence des années intermédiaires étant quant à elles estimées par interpolation ou extrapolation. Pour la commune, le premier recensement exhaustif entrant dans le cadre du nouveau dispositif a été réalisé en 2008.

En 2022, la commune comptait 5 130 habitants, en évolution de −2,45 % par rapport à 2016 (Yonne : −1,95 %, France hors Mayotte : +2,11 %).
| 1793  | 1800  | 1806  | 1821  | 1831  | 1836  | 1841  | 1846  | 1851  |
| ----- | ----- | ----- | ----- | ----- | ----- | ----- | ----- | ----- |
| 4 605 | 4 885 | 5 007 | 4 765 | 4 966 | 5 199 | 4 525 | 5 357 | 5 206 |

| 1856  | 1861  | 1866  | 1872  | 1876  | 1881  | 1886  | 1891  | 1896  |
| ----- | ----- | ----- | ----- | ----- | ----- | ----- | ----- | ----- |
| 5 025 | 5 018 | 4 952 | 5 095 | 5 084 | 5 010 | 5 127 | 5 117 | 4 877 |

| 1901  | 1906  | 1911  | 1921  | 1926  | 1931  | 1936  | 1946  | 1954  |
| ----- | ----- | ----- | ----- | ----- | ----- | ----- | ----- | ----- |
| 4 768 | 4 666 | 4 451 | 3 937 | 4 099 | 4 256 | 4 107 | 4 321 | 4 404 |

| 1962  | 1968  | 1975  | 1982  | 1990  | 1999  | 2006  | 2008  | 2013  |
| ----- | ----- | ----- | ----- | ----- | ----- | ----- | ----- | ----- |
| 4 365 | 4 451 | 4 764 | 4 980 | 5 054 | 5 404 | 5 307 | 5 280 | 5 338 |

| 2018  | 2022  | - | - | - | - | - | - | - |
| ----- | ----- | - | - | - | - | - | - | - |
| 5 179 | 5 130 | - | - | - | - | - | - | - |

### Enseignement
Au XIIIe siècle, Villeneuve-le-Roi dispose d'un recteur d'école qui est soumis au contrôle de l'archidiacre de Sens. Les recteurs des écoles sont ensuite identifiés depuis le XVIIe siècle.
Au XVIe siècle, le curé de la ville fonde un collège, qui permet de prolonger la scolarité au-delà de l'enseignement primaire. Ce collège a un certain éclat à la fin du XVIIIe siècle.
Villeneuve-sur-Yonne compte cinq établissements publics :
- l'école maternelle de la Tour ;
- l'école maternelle Jules-Verne ;
- l'école primaire Paul-Bert ;
- l'école primaire Joubert ;
- le collège Chateaubriand.

La ville compte également un établissement privé : l'école Saint-Louis-Notre-Dame, près de la porte de Sens.
En 2010-2012 puis 2012-2014, le collège Chateaubriand s'est engagé dans le projet Coménius. Ce projet consiste à faire travailler ensemble plusieurs établissements scolaires. En 2012-2014, le thème retenu était celui du développement durable. Le collège travaille en partenariat avec le collège Hivset de Turnhout en Belgique ainsi qu'avec le collège de Lanesboro en Irlande.

## Culture locale et patrimoine

### Lieux et monuments

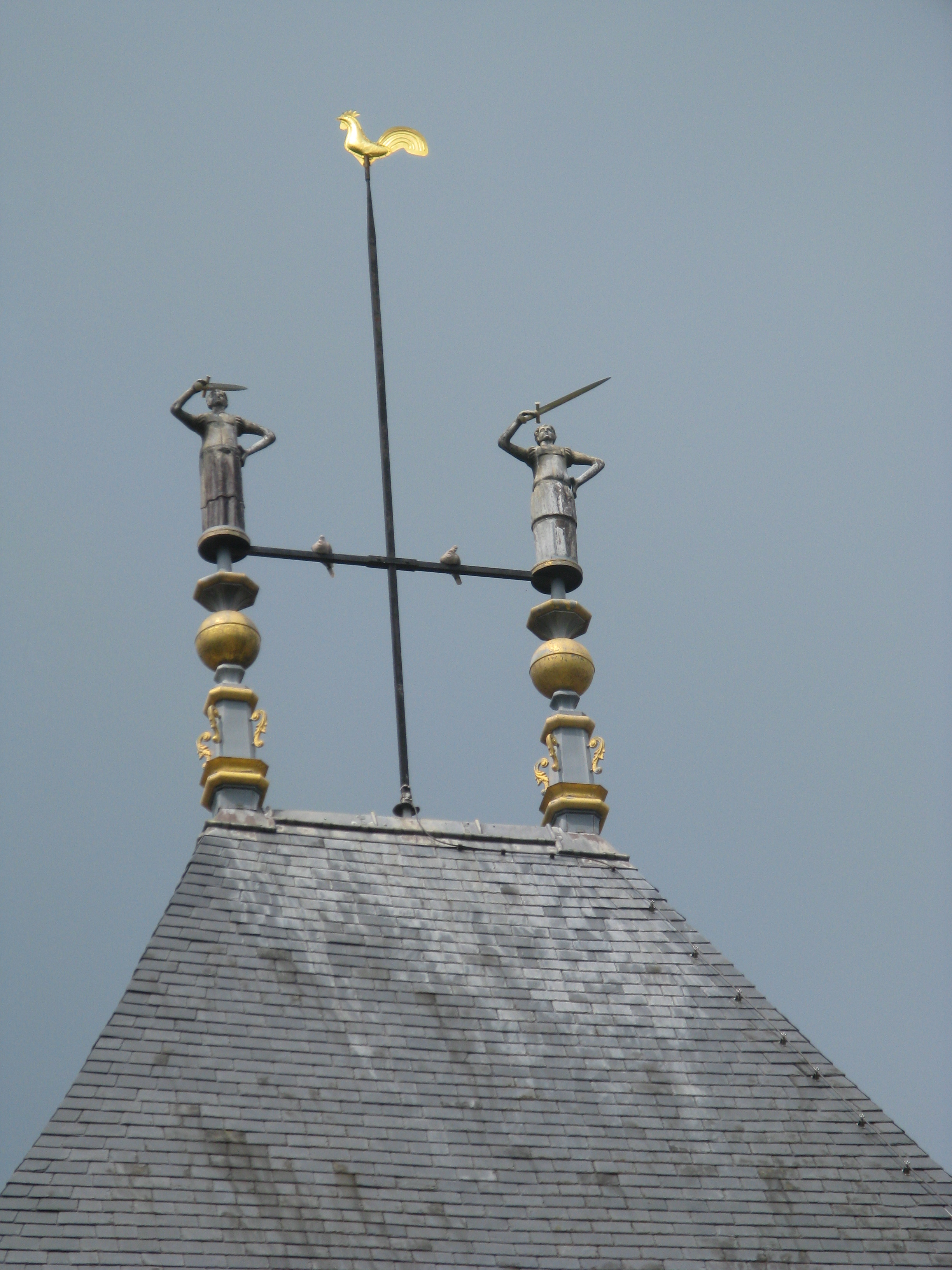
Les templiers de la porte de Joigny.

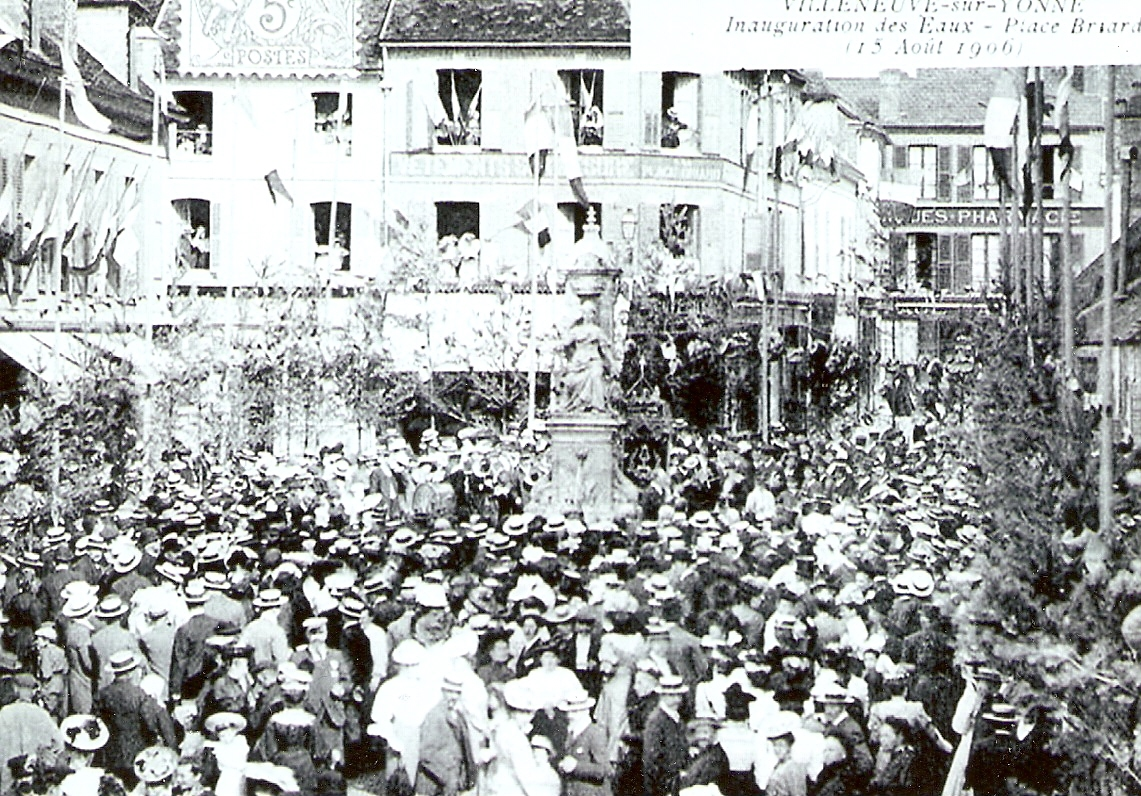
Inauguration de la fontaine Briard
en 1906.

- Pont Saint-Nicolas : achevé en 1186, c'est le premier monument connu de la nouvelle ville[54]. Cette construction de 214 mètres de long comportait 16 arches au XIIIe siècle. Les 7 arches d'origine de ce pont, un des plus anciens de Bourgogne, sont toutes de dimensions différentes et espacées irrégulièrement, certaines ogivales et d'autres de plein cintre. À l'époque, il permettait de relier Villeneuve-le-Roi et Villefolle située sur la rive gauche[55].
- Des quatre portes d'origine (portes de Sens, de Joigny, de Valprofonde et de Rampillon)[28] qui perçaient l'enceinte de la ville, il n'en subsiste plus que deux (classées monuments historiques) : les  portes de Sens et de Joigny. Bâties au XIIIe siècle, elles ont été remaniées au XVIe siècle. Les statuettes en plomb de un mètre de haut de la porte de Joigny représentent des templiers armés qui défendent la ville.
- Du château royal des Salles il ne reste aucun vestige et la chapelle dédiée à saint Jean a été détruite en 1820, mais il est toutefois possible d'emprunter la cour des princes, aujourd'hui rue du Grand Four qui conduisait de l'église au château[55].
- La grosse tour ne faisait pas partie de l'enceinte, mais on peut supposer qu'elle constitue le donjon du château royal.
- La croix de pierre de Villeneuve-sur-Yonne.
- Le Musée-Galerie Carnot, 4 rue Carnot, dans le bâtiment jouxtant la Porte de Joigny, qui abrite également depuis 2017 un bureau secondaire de l'agence d'attractivité intercommunale au rez-de chaussée.

Des cinq paroisses qui existaient jusqu'à la Révolution n'en subsiste aujourd'hui qu'une seule : L'église Notre-Dame-de-l'Assomption de Villeneuve-sur-Yonne.
- La porte de Joigny abrite le musée historique.
- La rue Carnot (ancienne route Royale puis Grande-Rue) relie les deux portes de la ville.
  - au numéro 1 : l'hôtel du Chapeau-Rouge face à la commanderie des templiers qui occupait l'école de garçons.
  - Plus loin le portail Renaissance de l'hôtel du Dauphin qui tient son nom au séjour qu'y fit le dauphin Louis, père de Louis XVI, de Louis XVIII et de Charles X.
  - au numéro 25 : l'ancien siège du bailliage.
  - au numéro 26 : exemple d'architecture bourgeoise de la région alliant pierre et brique.
  - au numéro 41 : ancien relais de poste (façade Renaissance) ou maison des Sept-Têtes représentants des figures mythologiques ;
  - au numéro 56 : demeure du XVIIIe siècle, maison du docteur Petiot (1897-1946), alors maire de la ville.
  - au numéro 87-89 : l'hôpital Roland-Bonnion, le bâtiment actuel du début XVIIIe siècle est construit sur un bâtiment détruit du XIVe siècle offert en 1364 par un bourgeois, Étienne Baujard, pour y accueillir les malades et indigents de la ville.
- En arrivant à la porte de Sens, l'ancienne propriété des Voves appelée aussi castel des remparts et Maison aux 95 fenêtres qui abrite l'actuelle mairie.
- Au numéro 18 de la rue Joubert (ex-rue du pont qui menait au bourg de Villefolle) se trouve la demeure des Joubert (maison Joseph-Joubert) et l'appartement où demeurèrent les Chateaubriand. Il a été conservé intact avec ses meubles et ses tentures. Plusieurs passages des Mémoires d'outre-tombe évoquent la cité et ses alentours. C'est également ici que se trouvait la maison des religieux de Saint-Marien[56].
- Le château : cet oppidum était situé sur les hauteurs à trois kilomètres de Villeneuve. Des fouilles[57] furent effectuées sur les ruines du camp défensif gaulois qui tomba aux mains de Jules César. C'est également à Château que les Anglais et les Bourguignons s'établirent en 1420 pour assiéger Villeneuve. Ils en furent chassés en 1430 par les troupes françaises[58].
- Le faubourg Saint-Laurent, anciennement Villefolle, qui était résidence des juifs et des lépreux à l'époque du haut Moyen-Âge, était une paroisse indépendante jusqu'à la Révolution et possédait son église, son cimetière et son hôtel-Dieu.
- La fontaine Briard d'Émile Peynot : elle porte le nom de ses donateurs qui sont représentés dans un médaillon incrusté dans le piédestal de la fontaine qui ne coule plus depuis l’adduction d'eau à la ville. Elle représente une femme assise tenant un aviron et un panier de vendanges qui représentent les activités commerciales de Villeneuve : la navigation et la vigne.

### Le vignoble

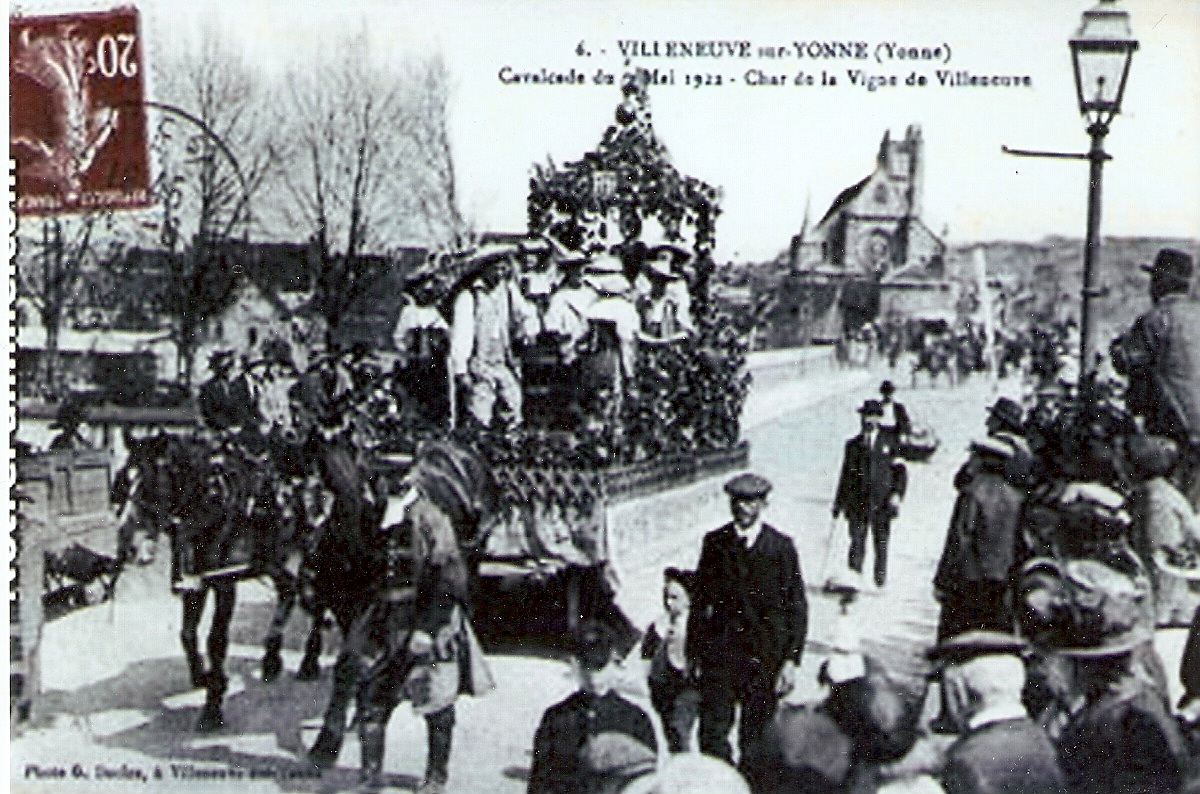
Le char de la vigne à la cavalcade de 1922.

La vigne est une culture déjà connue à l'époque de la conquête romaine dans la vallée de l'Yonne puisque le cépage principalement utilisé est le « franc noir » qui résulte d'une fécondation entre deux variétés, cultivées au Moyen Âge et introduites par les Romains : le pinot et le gouais blancs cépage qui serait originaire de Dalmatie et connu sous le nom de Heunisch blanc.
Au milieu du XIXe siècle pendant les vendanges, tous les Villeneuviens du plus jeune au plus vieux sont dans les vignes. Celles-ci se trouvent dans les coteaux dominant la ville.
Les vendanges durent de vingt à vingt-cinq jours car il n'y a pas d’association et chaque famille de vigneron fait sa vendange sans l'aide d'une autre famille. Cette longue durée retarde la fermentation du vin dans la cuve en bois et cause une déperdition considérable d'arôme et de vapeurs alcooliques.
En 1816, André Jullien définissait les vins de la Basse Bourgogne en général moins pourvus de spiritueux, de sève mais surtout de bouquet que ceux de la Côte-d'Or mais ils sont plus vifs et conservent assez longtemps une faible portion d’âpreté qui caractérise les vins de Bordeaux. Il considère que Villeneuve et Saint-Julien-du-Sault « récoltent des vins de bon goût » et qui, bien choisis quand la température de l'année a été favorable à la vigne, « se conservent et acquièrent de la qualité en vieillissant ».
En 1839, Alexandre Mimard décrit le « climat » (lieu-dit) de Mauqueue, à base de franc noir, qui est parmi les vins de coteaux de Villeneuve celui qui se distingue le plus par son « arôme exquis et sa couleur rouge foncée très-vive ».
Ces qualités expliquent pourquoi ce vin avait la préférence du roi Charles VIII et de la grande Chartreuse de Paris.
Les autres coteaux se nomment : Château de Chigneau, des Veaux-Vrillons, de Chaumont, du Fortinqueues, des Canonnières, Beaulieu. Il ne faut pas oublier non plus les vins moins alcoolisés des vignes basses qui expérimentent de nouveau plants plus productifs. En ce qui concerne le vin blanc « sucré et limpide », il n'est produit qu'en petite quantité.
Lors d'une exposition agricole à Albi en 1859, le vin de l’Yonne était représenté majoritairement (337 échantillons sur 529). Les vins de Villeneuve étant surtout représentés dans la catégorie « vins ordinaires ».
La même année au concours général d’Auxerre, les vins de Villeneuve composés à majorité de Plan de roi obtiennent des récompenses au concours même s'ils sont considérés comme inférieurs aux vins ordinaires d'Irancy ou de Coulange. Les soins apportés par les propriétaires à la vinification sont soulignés.
Le premier cas de phylloxéra est apparu pour la première fois dans la basse vallée de l'Yonne à Michery, le 18 juin 1886. Les années suivantes, les vignes ont été arrachées. Ce fut la fin de l'histoire de la vigne à Villeneuve.
Depuis quelques années, l'association "Le clos Crève-Cœur" en partenariat avec la municipalité a tenté de relancer le vignoble villeneuvien. Ce sont les membres de l'association ainsi que des résidents du centre d'aide par le travail qui cultivent la vigne afin de produire du ratafia identifié Villeneuve-sur-Yonne.

### Environnement
La commune inclut une ZNIEFF :
- La ZNIEFF de la forêt d'Othe et ses abords[71], qui englobe 29 398 ha répartis sur 21 communes[72]. Le milieu déterminant est la forêt ; on y trouve aussi eaux douces stagnantes, landes, fruticées, pelouses et prairies.

### Équipements culturels

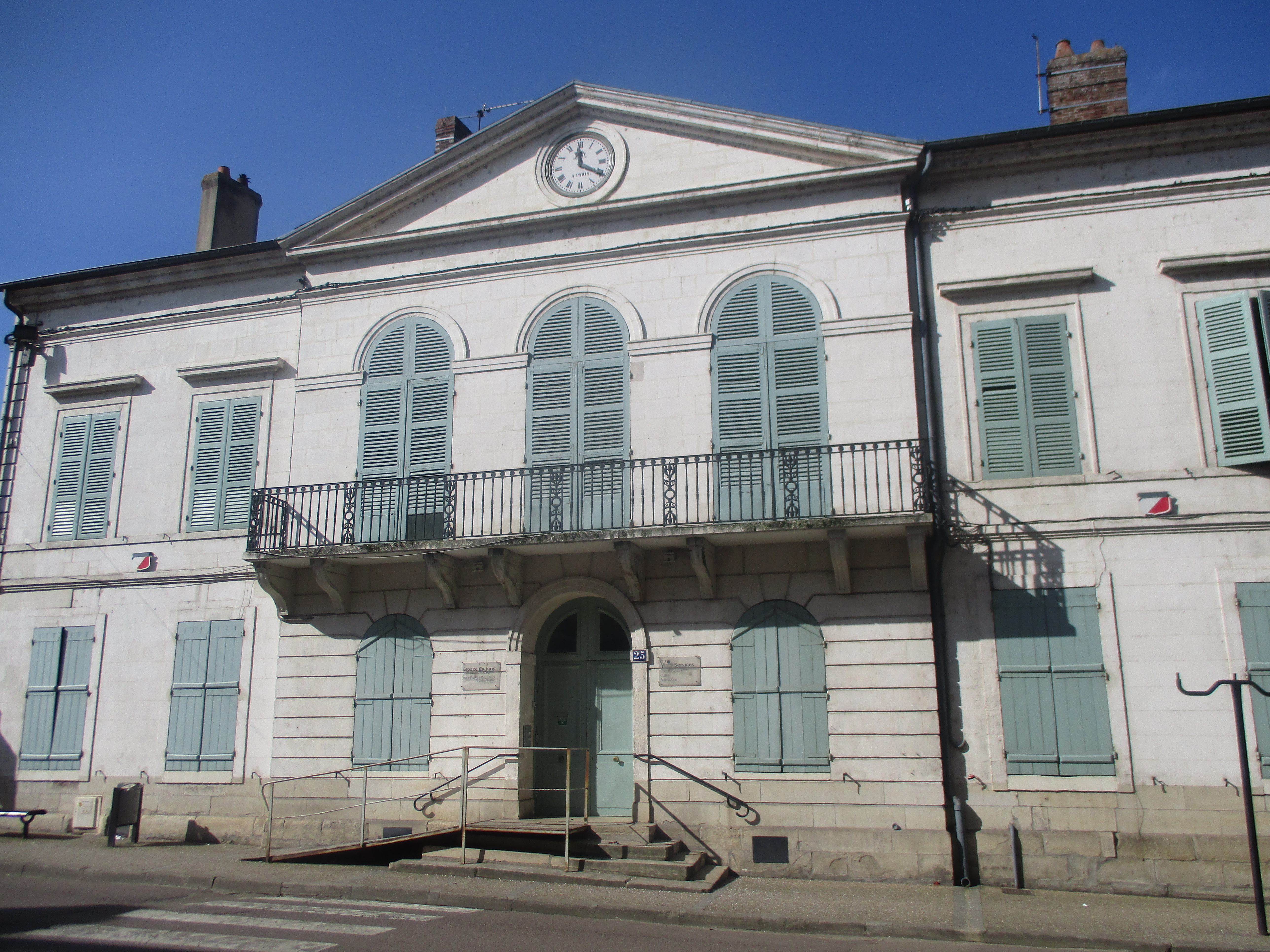
Théâtre de Villeneuve-sur-Yonne,
rue Carnot, en face de l'église.

- Musée des beaux-arts : expositions temporaires en été offrant des approches variées des voies de l'art contemporain (Paul Avoine, Marc-André Gauer, Gérard Titus-Carmel, Jeannine Cook, parmi d'autres), collections permanentes (Émile Peynot, Théo Balké, artistes locaux et régionaux). Une exposition portant sur 200 ans de gendarmerie départementale comporte 30 mannequins vêtus d'authentiques uniformes de gendarmes français de 1792 à nos jours.
- Musée historique de Villeneuve-sur-Yonne : la ville, sa fondation, son histoire, ses monuments.
- Théâtre : théâtre à l'italienne (1880), plafond de Jean-Pierre Pincemin.
- Salons : le livre et la plume (mai), fête de la science (juin), fête patronale des 14 et 15 août, feu d'artifice et fête de la vénerie et de la nature, fête de la petite enfance (septembre), salon de la gastronomie et du cadeau de Noël (décembre).
- Festival Orgue en fête, jeunes talents : des organistes issus du Conservatoire national supérieur de musique et de danse de Paris animent tout l'été l'église Notre-Dame.
- Phot'automne : exposition des photos du concours annuel dans les vitrines des commerçants pendant tout le mois de novembre.

### Villeneuve-sur-Yonne et la peinture

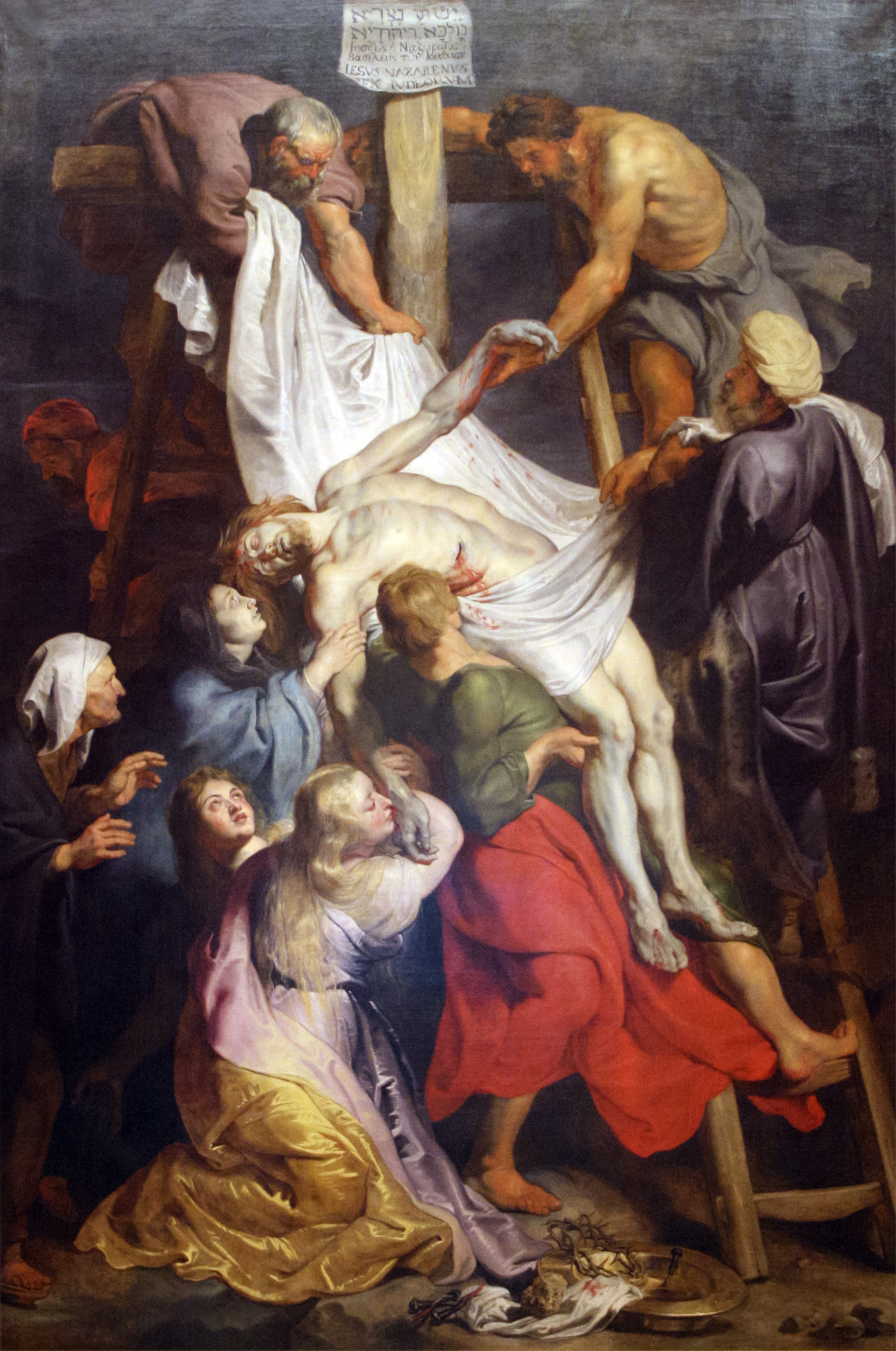
La Descente de croix
par Rubens.

- Misia à Villeneuve-sur-Yonne, 1897-1899, d'Édouard Vuillard (1868-1940)
- Portrait de Toulouse-Lautrec, par Édouard Vuillard
- Misia à sa coiffeuse, de Félix Vallotton (1898)
- Le Déjeuner à Villeneuve-sur-Yonne
- Villeneuve sous la neige, Francis Picabia
- Le Pêcheur sur l'Yonne, Francis Picabia
- Le Pont sur l'Yonne, Francis Picabia
- Le Pont de neige, Francis Picabia
- L'Approche de l'automne, Francis Picabia
- La Descente de croix de Rubens qui se trouve aujourd'hui au musée du Louvre a été cédée par la ville de Villeneuve-sur-Yonne au musée central en 1798[73].
- Villeneuve-sur-Yonne, vue de Château (1982), de Gaëtan de Rosnay (1912-1992)

### Personnalités liées à la commune

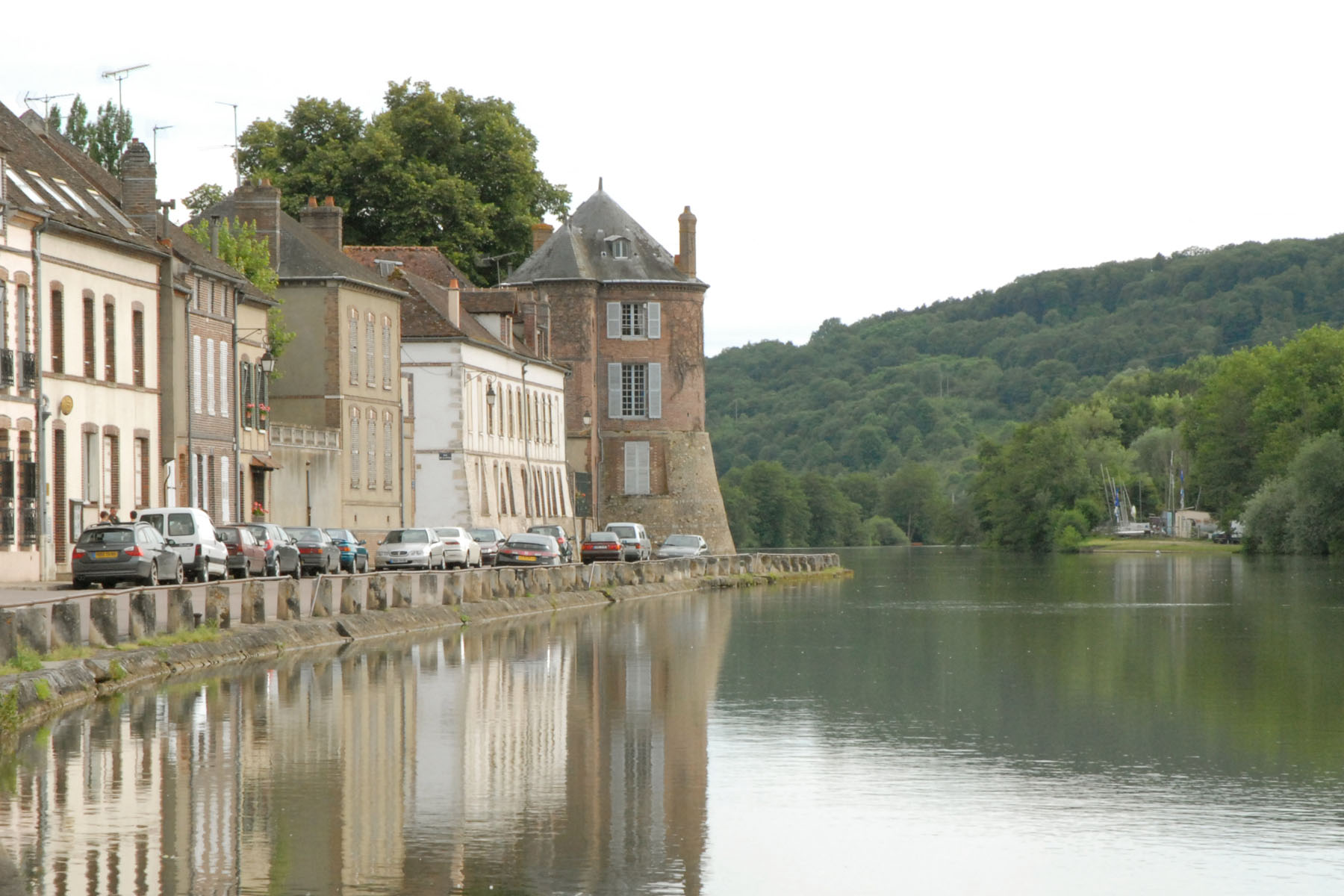
Tour de Bonneville au bord de l'Yonne.

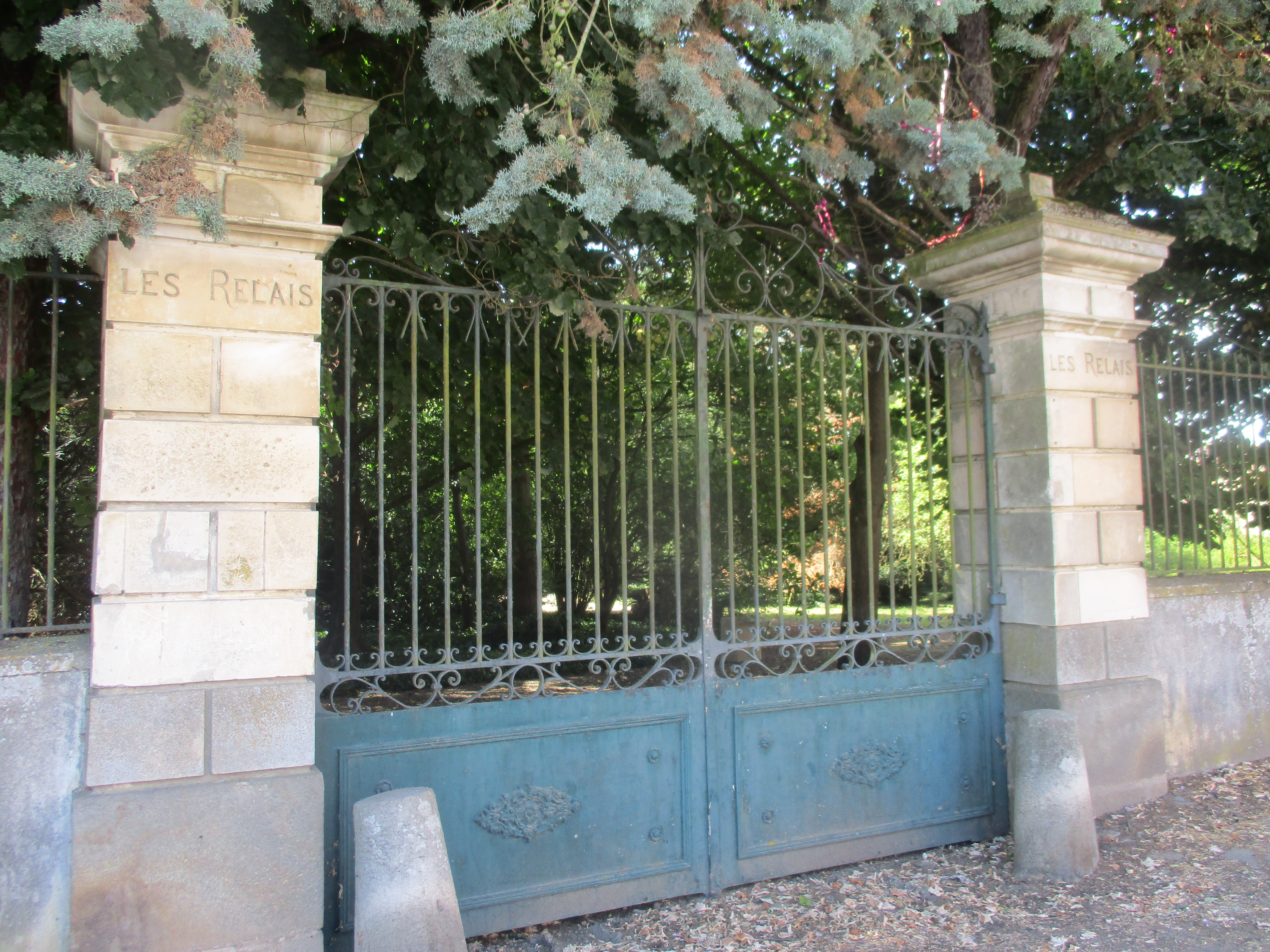
Entrée de la maison des Natanson
Les Relais.

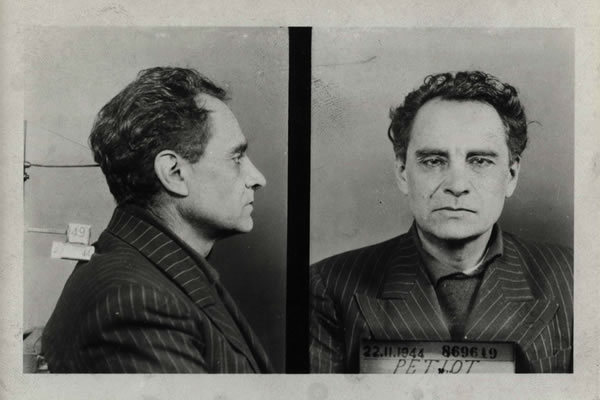
Photographie d'identité judiciaire du docteur Petiot (22 novembre 1944). Le tueur en série, guillotiné en 1946, eut son cabinet à Villeneuve sur-Yonne, commune dont il devint maire en 1926.

- Henri Amand (1873 - 1967), premier international du rugby à XV français, est décédé dans la commune.
- Anne Léonard Camille Basset de Châteaubourg (1781-1852), auditeur au Conseil d'État, préfet, maire de Villeneuve-sur-Yonne.
- Étienne Baujart. Ce bourgeois villeneuvien du début du XIVe siècle possédait un fief sur le finage où il a fait construire une motte. Sa descendance a conservé ce fief.
- Comtesse de Belleyme : femme du comte Louis-Marie de Belleyme, elle reçut souvent Alexandre Dumas au château de la Butte.
- Pierre-Frédéric Bonneville (1768 - ?), auteur d'un traité sur les monnaies publié en 1806.
- Leslie Caron, actrice et danseuse franco-américaine née le 1er juillet 1931 à Boulogne-Billancourt dans les Hauts-de-Seine, y vécut pendant de nombreuses années.
- Chateaubriand (1768 - 1848) : écrivain romantique  et homme politique, il résida à plusieurs reprises chez son ami Joubert à Villeneuve-sur-Yonne, où il écrivit plusieurs chapitres des Martyrs.
- Jean-Luc Dauphin (1955-2020), historien, linguiste, enseignant, écrivain, conseiller général de l'Yonne et maire de Villeneuve-sur-Yonne de 1995 à 2001, chevalier de l'Ordre des Arts et des Lettres et de l'Ordre des Palmes académiques, co-président de la Société Archéologique de Sens (S.A.S.), président-fondateur de 1973 à 2020 de la Société Historique, Archéologique, Artistique et Culturelle des Amis du Vieux Villeneuve-sur-Yonne (A.V.V.), et président-fondateur de 1993 à 2020 de la Société des Amis du patrimoine du Pays d'Othe.
- Bénigne Dauvergne de Saint-Mars (1626-1708), châtelain de la grosse Tour, gardien du Masque de fer au château de Palteau alors qu'ils se rendaient à la Bastille depuis l'île Sainte-Marguerite. Originaire de la région de Paris, ses liens avec la contrée se limitent à son achat de la terre de Palteau où il n'est venu que très rarement, vivant autant en prison que les prisonniers d'État dont il avait la garde (Fouquet et Masque de fer).
- Pierre de Dicy. Prévôt de Villeneuve-le-Roi, il devient bailli de Philippe le Bel . Il est notamment chargé de pacifier l'Artois en proie à la guerre entre la comtesse Mahaut d'Artois et son neveu le comte Robert. Il devient conseiller au Parlement de Paris, échappant à l'épuration de fin de règne sans doute grâce à des liens de sa famille avec le comte de Valois. Il est à l'origine de la fortune de toutes les grandes familles patriciennes de Sens qui ont peuplé la première fonction publique quand elle s'est constituée sous le règne de Philippe VI de Valois. De ce fait, il figure dans l'ascendance d'un nombre incalculable de grands serviteurs de la Couronne.
- Benoît Dubois (1989), vainqueur de la 4e saison de Secret Story, animateur de télévision.
- Arthur Dussault (1851-1929), peintre et homme politique, né à Villeneuve-sur-Yonne.
- Ramon Grimalt : (1936), peintre rattaché à l'Art brut.
- Joseph Joubert (1754-1824), moraliste et essayiste français, qui s'installa à Villeneuve après son mariage le 8 juin 1793 avec Adélaïde-Victorine-Thérèse Moreau de Bussy.
- Henri Loup (1846-1922), homme politique, maire de Bussy-sur-Othe, député de l'Yonne de 1892 à 1919.
- Louis-Simon Martineau (1733-1799), né et mort à Villeneuve-sur-Yonne fut député de Paris aux États généraux de 1789 et rapporteur du projet de Constitution civile du clergé.
- Jean Menier. Sans doute issu de l'Auxerrois, il est châtelain de Villeneuve-le-Roi sous Philippe le Bel. Il administre les biens confisqués aux templiers au sein de la baillie de Sens. L'archevêque de Sens, frère d'Enguerrand de Marigny , est le principal acteur de la chute de l'Ordre sur le plan ecclésiastique.
- Thadée Natanson (1868-1940), éditeur-fondateur de la Revue blanche, étroitement lié à un monde d'artistes : Romain Coolus, Édouard Vuillard, Pierre Bonnard, Alfred Jarry, Toulouse-Lautrec, Stéphane Mallarmé, Pierre-Auguste Renoir, Octave Mirbeau et Félix Vallotton qu'il recevait avec son épouse, Misia, dans sa maison, ancien relais de poste.
- François Charles Perreau-Pradier (1847-1912), homme politique né à Villeneuve-sur-Yonne, maire de Tonnerre, député de l'Yonne de 1910 à 1912.
- Marcel Petiot (1897 - 1946), célèbre docteur guillotiné après avoir été reconnu coupable de 27 assassinats, et maire de la commune de 1927 à 1931.
- Émile Peynot (1850 - 1932) sculpteur né à Villeneuve. Il est lauréat du prix de Rome de sculpture. Il est enterré dans la première tombe à gauche de l'entrée du cimetière de Villeneuve-sur-Yonne[74].
Principales œuvres : prix de Rome en 1880 avec l'enfant prodigue, la statue de Paul Bert à Auxerre, le buste du cardinal Bernadou à la cathédrale de Sens, le monument du centenaire à Buenos Aires, un pavillon de l'exposition universelle de 1900.
- Auguste Prévot-Valéri (1857-1930), peintre, y est né.
- Xavier de Saxe (1730-1806), prince royal de Pologne et de Lituanie, oncle de Louis XVI, Louis XVIII et Charles X, dernier seigneur de Chaumot et dépendance et de Villeneuve-sur-Yonne de 1771-1772 à 1789[75],[76].
- Misia Sert (1872 - 1950) : née Marie Sophie Olga Zénaïde Godebska à Saint-Pétersbourg et morte à Paris, était une pianiste, amie intime de Colette, égérie de nombreux peintres, poètes, et musiciens du début du XXe siècle. Elle épousa en premières noces Thadée Natanson avec qui elle acheta « Les Relais ».
- La famille Sommier. Originaires de Villeneuve-sur-Yonne où ils tenaient une boulangerie et un négoce de grains à la fin du XVIIIe siècle. Au siècle suivant, cette famille fonde une sucrerie dans le secteur de la Villette à Paris et fait fortune. Alfred Sommier (1835-1908) achète le château de Vaux-le-Vicomte.
- Jean-Pierre Treiber, assassin présumé de la comédienne Géraldine Giraud et l'assistante sociale et chanteuse Katia Lherbier.
- Albert Vergelot (1874-1960) né et enterré à Villeneuve-sur-Yonne. Docteur en droit, lauréat de la faculté de Paris, président de la Cour de cassation de Beyrouth et Damas (alors administrées par la France) de 1920 à 1927.
- Édouard Vuillard (1868 - 1940), peintre qui a réalisé le tableau Toulouse-Lautrec à Villeneuve-sur-Yonne[77] ainsi que Le Passeur[78], peint en 1897 pendant un séjour chez les Natanson aux « Relais », exposé au musée d'Orsay.

### Héraldique, logotype et devise

Le blason de Villa nova régis est un écu d'azur à trois portes, crénelées, surmontées d'une fleur de lys d'or. Chaque tour est percée d'une porte. Une banderole qui comporte le nom de la ville est placée au-dessus de l'écusson.

## Pour approfondir

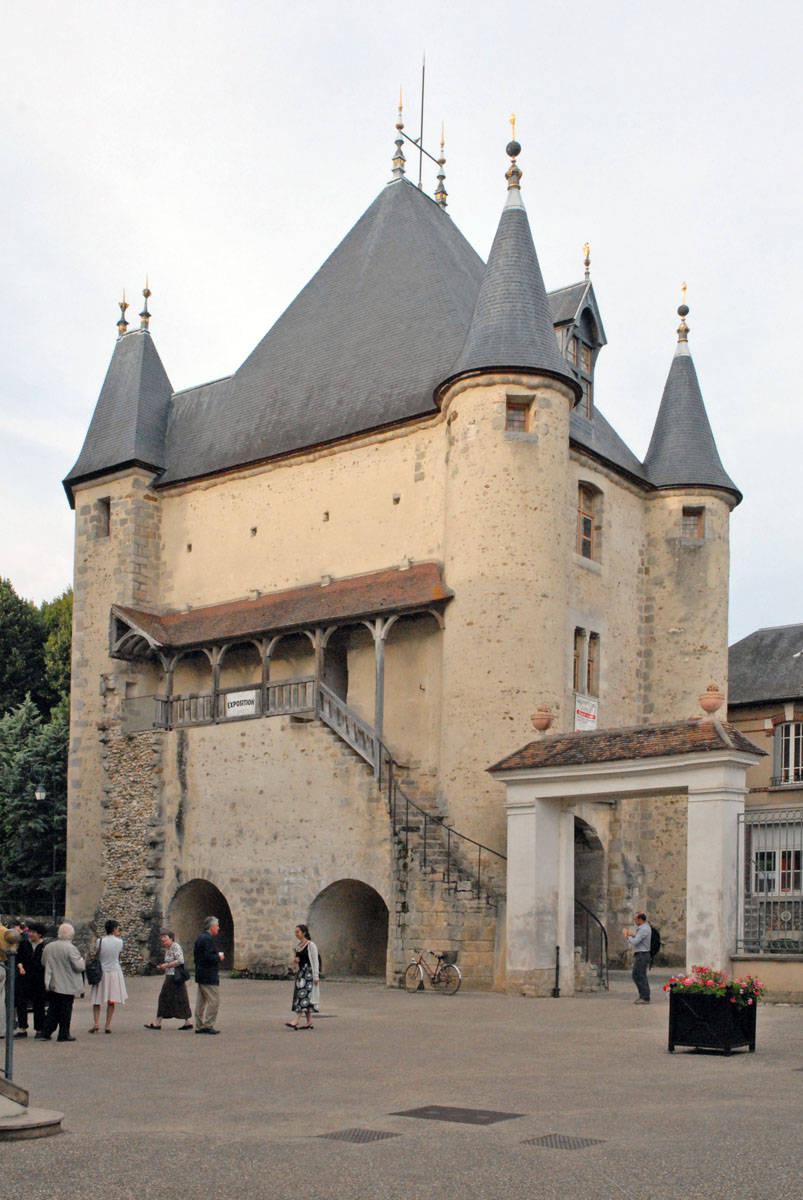
Vue latérale de la tour de Sens.